# Creion

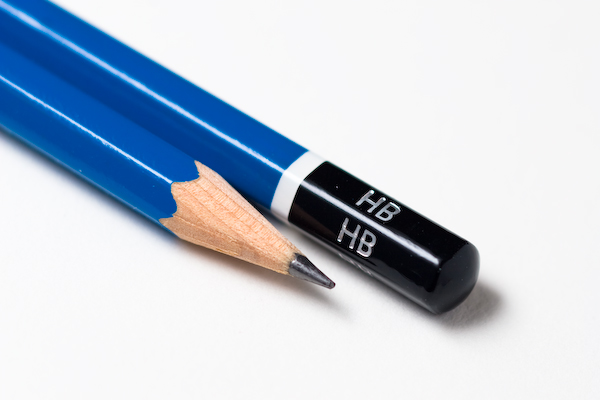
Creioane

Creionul este un instrument de scris și de desenat, constituit dintr-o mină protejată de un înveliș de lemn, plastic, hârtie sau metal de formă hexagonală, octogonală, cilindrică sau triunghiulară în secțiune, lipit permanent de mină. Când mina se consumă, ajungând ca învelișul creionului să zgârie suprafața de scriere, creionul este ascuțit cu o ascuțitoare. Creioanele sunt distincte de stilouri, pixuri și carioci care 
distribuie cerneala sub formă de lichid sau gel pe suprafața de scriere.
Majoritatea creioanelor au o mină alcătuită dintr-un amestec de grafit și argilă. Creioanele cu mină de grafit lasă urme gri sau negre care sunt ușor de șters, dar sunt rezistente la umiditate, la cele mai multe substanțe chimice, la radiațiile ultraviolete și la învechire. Alte tipuri de mine de creion, cum ar fi cele de cărbune, sunt folosite în principal pentru desene și schițe. Creioanele colorate sunt folosite pentru realizarea și colorarea desenelor iar uneori sunt utilizate de către cadrele didactice sau editori pentru a corecta texte. Creioanele cerate au o mină moale, de ceară, care lasă urme pe suprafețe netede, cum ar fi sticla ori porțelanul.
Creioanele mecanice au învelișuri (carcase) mai elaborate care nu sunt lipite de mină. Acestea conțin mine separate, mobile, care pot fi extinse sau retrase, de obicei, prin vârful carcasei. Creioanele mecanice pot fi reîncărcate cu mine noi, de obicei din grafit, pe măsură ce cele anterioare sunt consumate.
Cuvântul creion provine din cuvântul francez „crayon”, derivat din cuvântul „craie” (cretă) preluat din cuvântul latin „creta” (cretă).

## Istoric

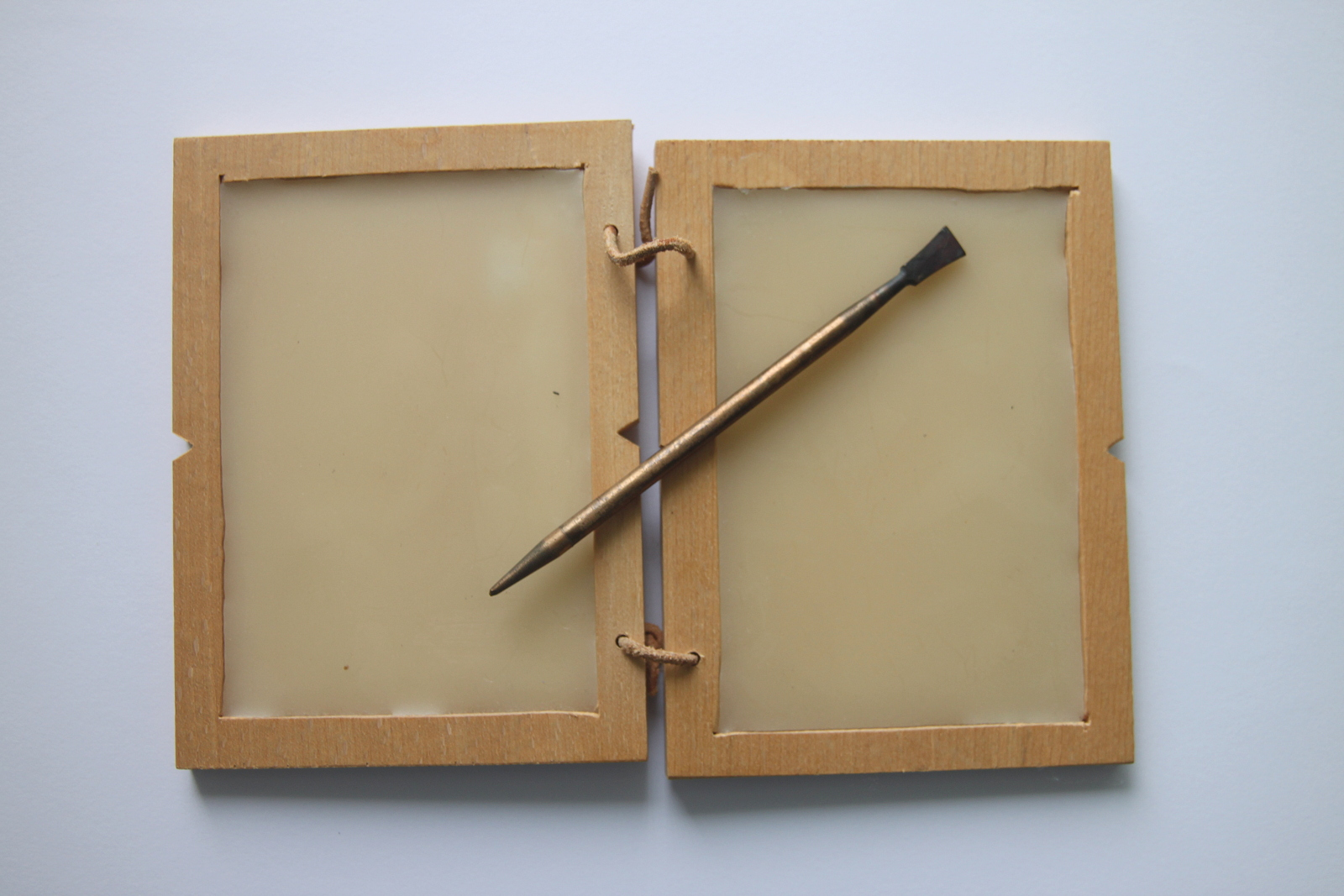
Tăbliță cerată și stil

În Roma antică se folosea pentru a scrie pe tăblițe cerate (în latină "tabula cerata") sau pe papirus (în greacă "papyros", în latină "papyrus") un instrument de metal (plumb ori plumb cu cositor} sau de os ascuțit la vârf numit „stil” (în latină "stilus"). În secolele XV-XVI, desenul cu vârf metalic era o tehnică de desen folosind un instrument numit stil alcătuit dintr-un vârf de fir de argint, plumb ori cositor, fixat într-o bucată de lemn, pe hârtie special pregătită, acoperită cu o soluție apoasă de pudră osoasă, gumă arabică și, eventual, colorant. Această tehnică a fost folosită de Pisanello, Rafael, Leonardo da Vinci, Hans Holbein cel Tânăr și Albrecht Dürer.
În secolul al XVII-lea, în regiunea Borrowdale, Cumbria din Anglia a fost descoperit un important zăcământ de minereu negricios, despre care se credea că este o formă a plumbului, de unde și numele care i-a fost dat, plombagină sau minereu de plumb (în latină "plumbago"). Era de fapt grafit. Folosit, la început, de către localnici pentru a marca oile, ulterior s-a descoperit că poate fi folosit pentru a scrie pe hîrtie, iar datorită faptului că era în formă solidă și fără impurități putea fi tăiat cu ușurință în tije, care apoi erau învelite în piele de oaie. Următorul pas a fost găsirea unui înveliș potrivit pentru mica bară de grafit, deoarece acesta este moale și casant. La început pe lângă piele de oaie s-a folosit și sfoară înfășurată, dar apoi s-a apelat la o tehnică folosită anterior în cazul stilurilor, așezarea unei tije de grafit într-o bucată de lemn. Aceste întâmplări se află la originea termenului de mină „de plumb”, folosit și în prezent, cuvântul englezesc pentru „mină” este „lead” (plumb), ca și cuvântul german pentru creion „bleistift” (tijă de plumb) sau cuvântul irlandez pentru creion „peann luaidhe” (bastonaș de plumb). În jurul anului 1560, un cuplu italian Simonio și Lyndiana Bernacotti a găurit o bucată de lemn de ienupăr în care au introdus o bucată de grafit. După o perioadă s-a dezvoltat o procedură de fabricație superioară, un bețișor de grafit era introdus între două bucăți de lemn care apoi erau lipite împreună. Aceeași tehnică de bază este folosită și în prezent, 400 de ani mai târziu. Datorită zăcământului de grafit din Cumbria, folosit ca unică sursă de grafit în formă solidă  pentru creioane, Anglia a avut monopolul în privința fabricării creioanelor. Alte zăcământe au fost descoperite, dar grafitul extras din acestea era impur iar procesul de purificare transforma grafitul solid în pulbere. Monopolul englez a luat sfârșit în 1662 când la Nürnberg un fabricant de creioane pe nume Friedrich Staedtler a creat mine de grafit dintr-un amestec de pulbere de grafit, sulf și antimoniu. În 1779, chimistul suedez Carl Wilhelm Scheele a demonstrat că plombagina nu era minereu de plumb ci o formă a carbonului. iar în 1789 geologul german Abraham Gottlob Werner a denumit mineralul „grafit” (în greacă „γράφειν”, graphein = a scrie sau a desena).
În 1790 Joseph Hardtmuth a amestecat pulbere de grafit cu argilă și apă formând tije pe care le-a ars apoi într-un cuptor. Schimbând raportul dintre grafit și argilă, duritatea tijei de grafit putea fi, de asemenea, modificată, pentru o mină mai moale se folosește mai mult grafit iar pentru una mai tare se folosește mai multă argilă. Hardtmuth și-a patentat invenția în 1802. În timpul războaielor napoleoniene, Franța, aflată sub blocada navală impusă de Marea Britanie, nu a putut să importe grafitul pur din minele britanice, singura sursă cunoscută din lume. De asemenea, Franța nu a putut importa creioanele din grafit german. Cum creioanele engleze și germane nu erau disponibile francezilor, în 1795, Nicolas-Jacques Conté a folosit un procedeu practic identic cu cel folosit de Joseph Hardtmuth, pentru a produce mine din pulbere de grafit. Noile lui creioane erau pătrate în secțiune și învelite într-un cilindru de lemn. Creioanele engleze au continuat să utlizeze mine obținute prin tăierea blocurilor de grafit până în jurul anului 1860. În 1838, Henry Bessemer a descoperit o metodă prin care pulberea de grafit era transformată în grafit solid prin comprimare, eliminând astfel rezidurile rezultate în urma tăierii blocurilor de grafit în mine pentru creioane. Ebenezer Wood, fabricant de creioane din Acton, S.U.A., a automatizat procesul fabricării de creioane, folosind fierăstrăul circular, o mașină de turnat și tăiat și o presă cu care putea lipi 12 creioane simultan, sporind semnificativ ritmul producției. De asemenea, el a creat primele învelișuri de lemn pentru creioane în formă hexagonală și octogonală. În loc să-și patenteze invențiile și tehnicile, Wood le-a împărtășit cu toți cei care i-au căutat ajutorul, ajutând astfel la răspândirea automatizării producției de creioane cu ajutorul mașinăriilor. 
Exploatările miniere de grafit din regiunea  Barrowdale au fost închise la sfârșitul secolului al XIX-lea.
Prima fabrică de creioane din România a fost înființată pe 16 februarie 1930, la Sibiu, cu numele „Fabrica Română de Creioane”. Cu un capital constituit de opt bancheri și oameni de afaceri, fabrica inițial a angajat un inginer, doi maiștri și 50 de muncitori, fiind dotată cu utilaje importate din Germania și Cehoslovacia. Tot, din Cehoslovacia erau aduse minele și lemnul pentru creioane. În 1948, fabrica a fost naționalizată primind numele „Republica”.

## Tipuri
Creioanele se pot clasifica după mai multe criterii:
1. mină
2. utilizare
3. formă
4. construcție
5. înveliș

### Creioanele cu mină de grafit
Creioanele cu mină de grafit (creioanele grafit) sunt învelite în lemn și este cel mai obișnuit tip de creion. Mina lor este realizată dintr-un amestec de argilă și grafit, iar urmele lăsate pe suprafața de scriere variază de la gri deschis la negru.

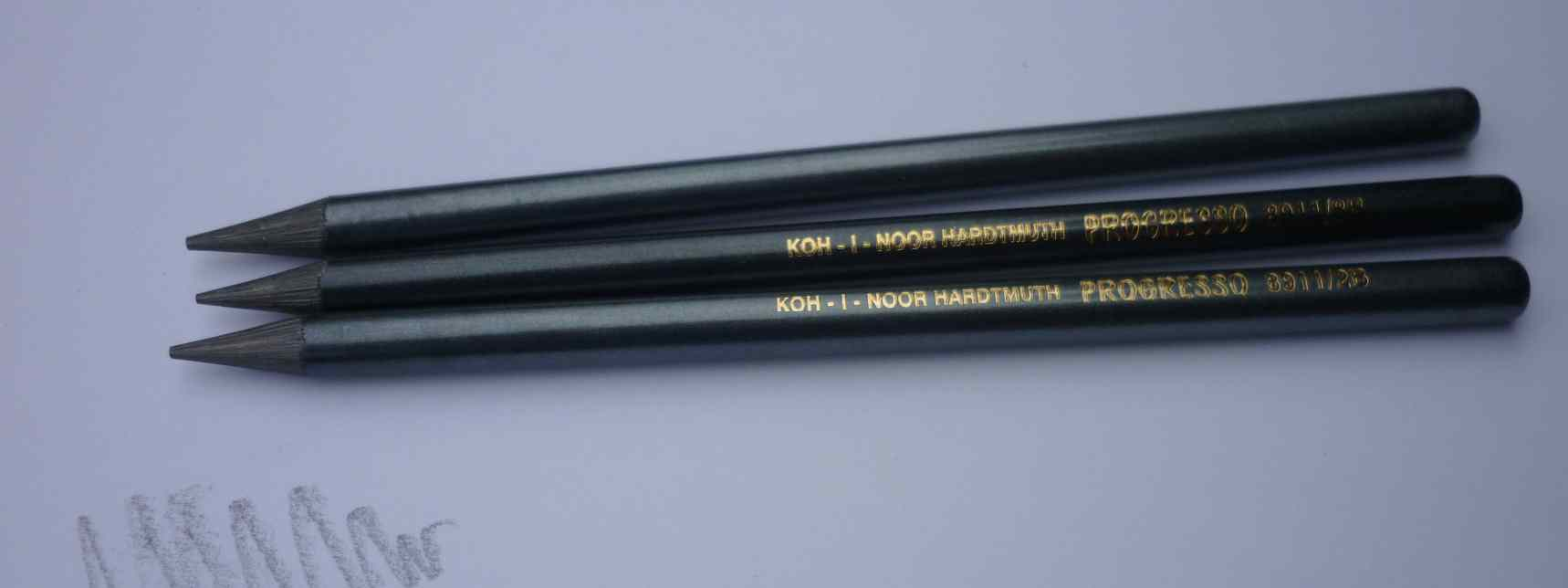
Creioane din grafit solid

### Creioanele cu mină de grafit fără lemn
Creioanele cu mină de grafit fără lemn (creioanele grafit fără lemn, creioanele din grafit solid) sunt bețișoare solide din grafit și argilă, aproximativ de diametrul unui creion obișnuit, care nu au alt înveliș decât ambalajul sau o etichetă. Ele sunt utilizate în artă, deoarece lipsa învelișului permite acoperirea unor suprafețe mari, creând diverse efecte și este economic deoarece se poate folosi întregul creion.

### Creioanele colorate
Creioanele colorate au mina pe bază de ceară sau ulei și conțin proporții diferite de pigmenți, aditivi și agenți de legare. Cantitatea de pigmenți, aditivi și agenți de legare influențează randamentul creionului. Creioanele colorate sunt folosite de artiști în diferite domenii: desen, ilustrație, benzi desenate, desen tehnic ori animație.

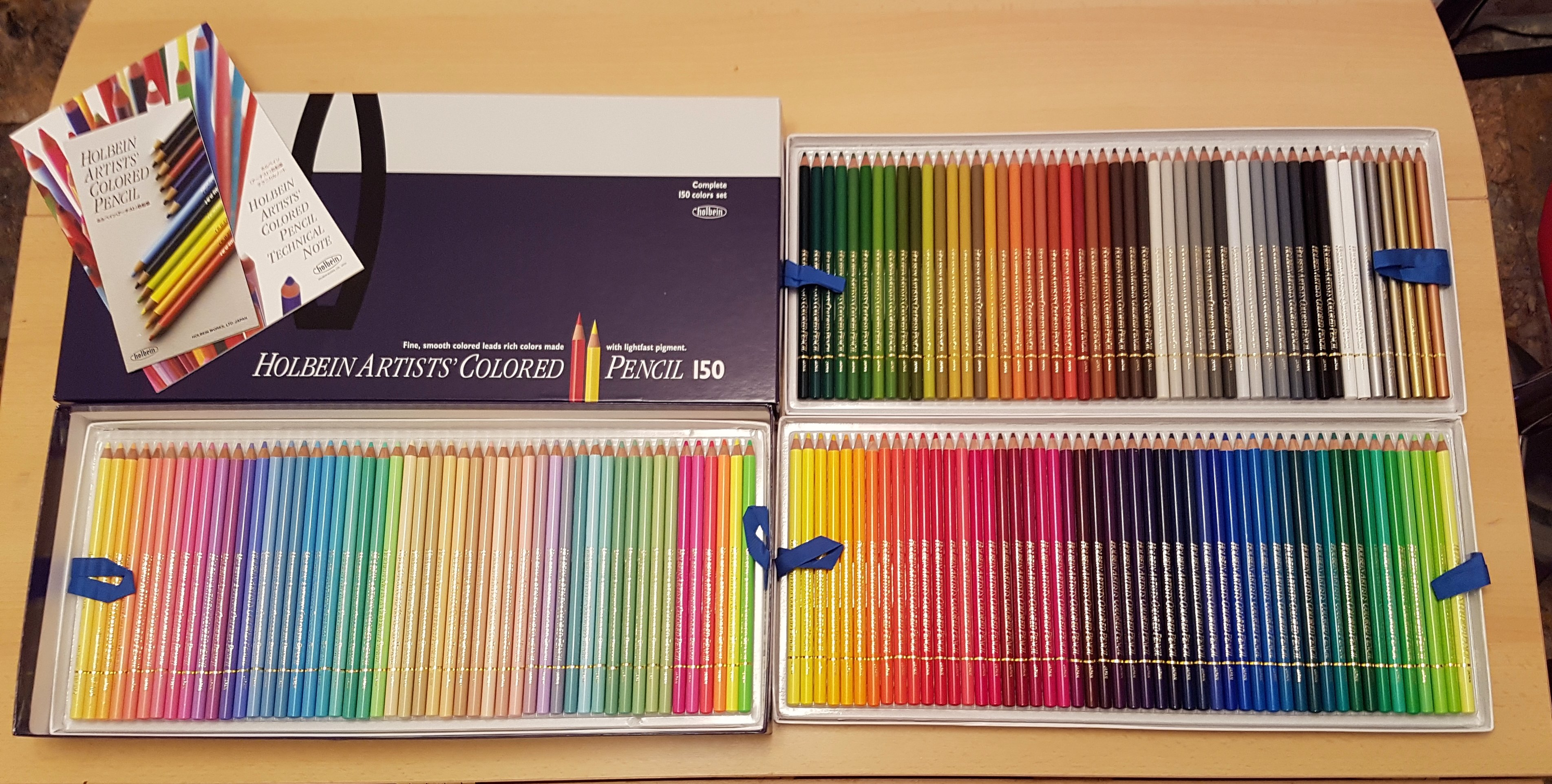
Creioane colorate

### Creioanele acuarelă
Creioanele acuarelă (creioanele acuarelabile) au mine colorate care conțin gumă arabică și sunt solubile în apă. Acestea pot fi folosite uscate, ca și creioanele colorate obișnuite, sau pot fi aplicate umede pentru a obține aspectul de acuarelă.

### Creioanele pastel
Creioanele pastel au o mină a cărei constituție este aceea a pastelului uscat dar mai puțin sfărâmicioasă prin adăugarea unei cantități mai mari de gumă arabică.

### Creioanele cu mină de cărbune
Creioanele cu mină de cărbune au mina din cărbune iar urmele lăsate sunt de un negru mai bogat decât creioanele cu grafit, tind să păteze cu ușurință și sunt mai abrazive decât grafitul. De asemenea, sunt disponibile în tonuri sepia și pe alb.

### Creioanele carbon
Creioanele carbon au mina dintr-un amestec de argilă și negru de fum, uneori cu cărbune ori grafit. Produc un negru mai bogat decât creioanele de grafit, mina este mai fină decât la creioanele cu cărbune și în xonsecință lasă mai puține reziduri și pătează mai puțin.

### Creioanele cerate
Creioanele cerate au o mină moale din ceară și conțin proporții diferite de pigmenți ori coloranți, aditivi și agenți de legare și sunt învelite, de obicei, în hârtie sau lemn. Sunt folosite pentru a scrie pe porțelan, sticlă, piatră, plastic, ceramică, acetat, metal, hârtie lucioasă utilizată pentru imprimarea fotografiilor, radiografii, hărți, benzi magnetice, peliculă de film, filtre de gelatină și alte suprafețe smălțoite, emailate, lăcuite, lustruite și umede. De asemenea, sunt folosit ca instrument de marcare pentru construcții sau lucru manual, deoarece nu zgârie suprafața pe care este folosit.

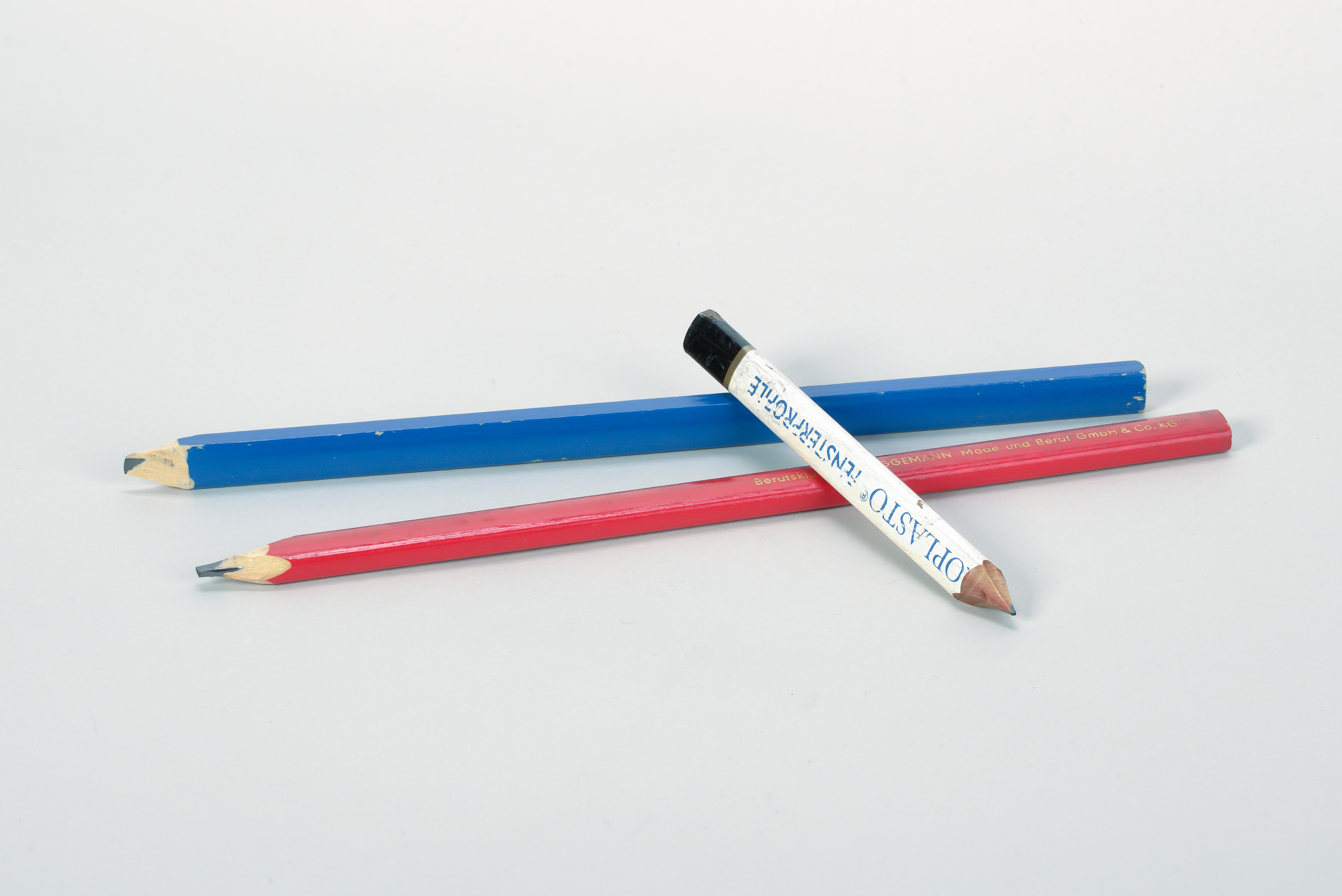
Creioane de tâmplarie

### Creioanele cu mină de grafit lichid
Creioanele cu mină de grafit lichid (creioanele cu mină lichidă) au mina din grafit lichid și sunt construite ca pixurile. Spre deosebire de pixuri care folosesc cerneală acestea utilizează grafit lichid, ceea ce face  ca scrierea să poată fi ștearsă. Această tehnologia a fost inventată în 1955 separat de către Scripto și Parker Pens. Cele două companii au încheiat, în același an, un acord să-și folosească reciproc invențiile, pentru a evita o conflict îndelungat privind brevetele. La acea vreme a fost considerat atât de inovator încât a fost expus la Muzeul de Artă Modernă din New York. Acest tip de creioane nu se mai fabrică din anii '70. În 2010, a existat o încercare de revitalizare a tehnologiei, prin lansarea lui Sharpie Liquid Pencils de către Newell Brands.

### Creioanele de tâmplarie
Creioanele de tâmplarie (creioanele pentru tâmplarie) au mina densă de grafit și un înveliș cu o secțiune transversală dreptunghiulară sau eliptică pentru a preveni rostogolirea lui. Creioanele de tâmplarie sunt mai ușor de ținut în mână decât creioanele standard, deoarece au o suprafață mai mare. Mina care nu este rotundă permite trasarea unor linii groase sau subțiri rotind creionul. Liniile subțiri sunt necesare pentru marcaje precise iar liniile groase sunt necesare pentru marcaje pe suprafețe zgrunțuroase. Mina este dură pentru a rezista la solicitărilor marcajului pe suprafețele lemnoase. Creionul este robust pentru a supraviețui într-un mediu de lucru solicitant, când este folosit alături de unelte grele.

### Creioanele pentru copiat
Creioanele pentru copiat (creioanele de copiere, creioanele indelibile, creioanele de neșters, creioanele chimice) au o mină dintr-un amestec de grafit, argilă și colorant care lasă urme pe suprafața de scriere care nu pot fi șterse. Colorantul cel mai frecvent utilizat a fost anilina. Urmele lăsate sunt identice cu cele ale creioanelor cu mină de grafit, dar atunci când sunt umezite aceste urme se dizolvă într-o cerneală colorată. Creioanele pentru copiat au fost introduse în anii 1870 și inițial au fost comercializate pentru copierea documentelor. Până la sfârșitul secolului al XIX-lea, au devenit disponibile metode mai bune de copiere. În consecință, creionul de copiere a fost folosit ca un creion de neșters. Când este folosit uscat, acesta lasă pe hârtie o urmă cenușie ușor violet, care nu se deosebește de cea a unui creion obișnuit, dar care nu poate fi ștearsă.

### Creioanele litografice
Creioanele litografice au mina pe bază de ceară sau ulei și conțin proporții diferite de negru de fum, rășini, aditivi și agenți de legare, uneori cu salpetru ori grafit. Acestea au învelișul din hârtie și sunt folosite pentru a desena pe piatră în litografie. Ceara din creion este absorbită de piatră iar în timpul tipăririi cerneala va adera la aceasta.

### Creioanele albastre inactinice
Creioanele albastre inactinice (creioanele albastre non-fotografice, creioanele albastre non-reproductive) au mina din grafit colorat cu o nuanță specială de albastru care nu poate fi detectată de camerele foto și fotocopiatoare. Este folosit în grafică, ilustrație, benzi desenate, animație și tipărire.

### Creioanele Pop a Point
Creioanele Pop a Point (creioanele Bensia, creioane stivuibile) sunt un tip de creion în care multe mine scurte și ascuțite sunt găzduite într-un tub din plastic. Un vârf consumat este îndepărtat trăgându-l de la capătul de scris al creionului și reintroducându-l în partea superioară, împingând astfel un nou vârf. Au fost create la începutul anilor '70 ai secolului al XX-lea de producătorul taiwanez de papetărie Pioneer Industrial Corporation.

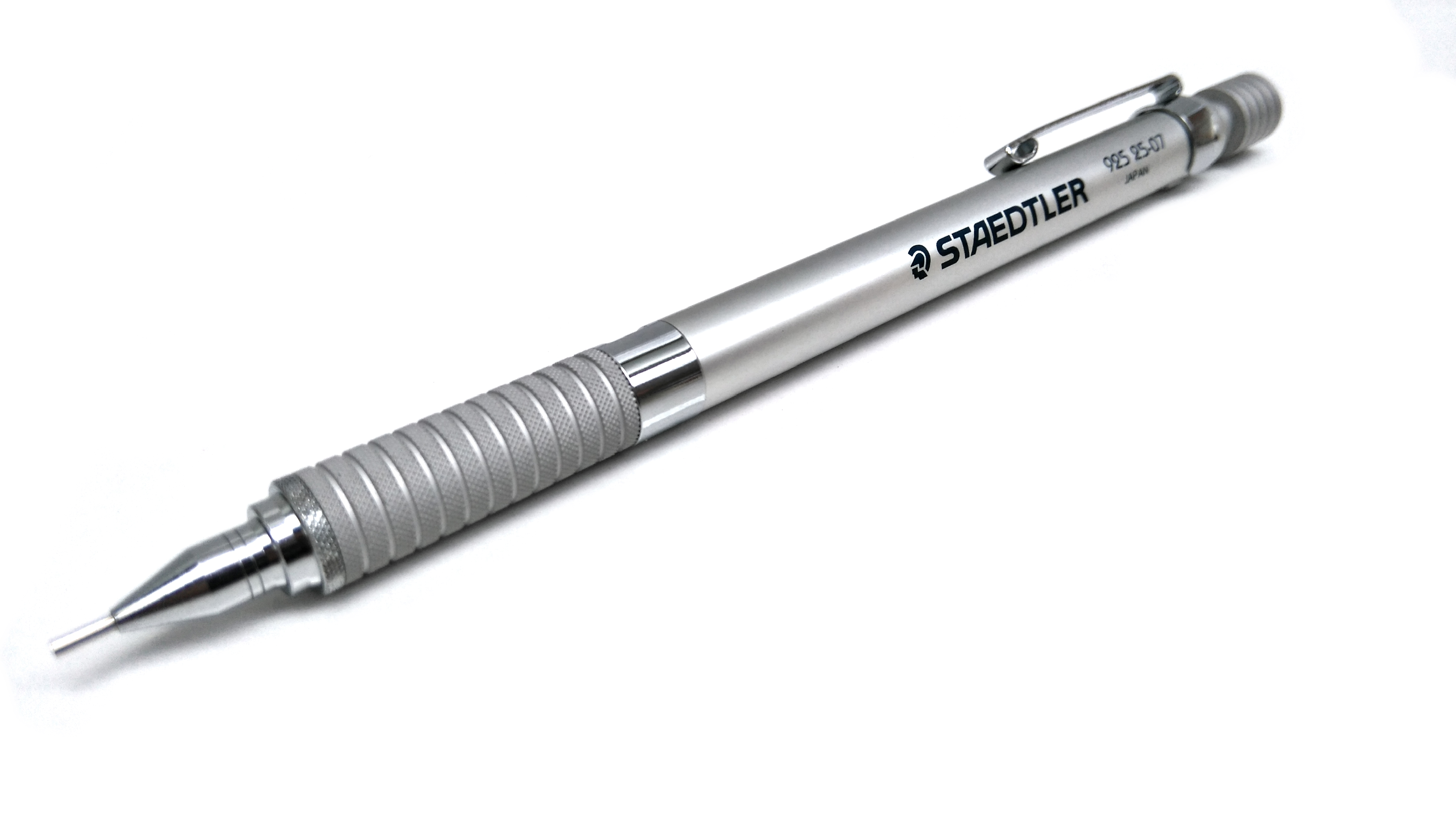
Creion mecanic

### Creioanele de plastic
Creioanele de plastic sunt realizate prin coextrudarea unui amestec de grafit plastificat și a învelișului compozit din lemn, plastic ABS, rumeguș și stearat de aluminiu. Au fost inventate de Harold Grossman în 1967 și au fost ulterior îmbunătățite de Arthur Little din 1969 până în 1975. Sunt flexibile și pot fi îndoite fără a se rupe.

### Creioanele mecanice
Creioanele mecanice au învelișuri care nu sunt lipite de mină. Acestea folosesc un mecanism pentru a împinge sau retrage mina  prin vârful carcasei. Mine sunt mobile și au un diametru precis pentru creionul în care sunt folosite. Creioanele mecanice pot fi reîncărcate cu mine noi pe măsură ce cele anterioare sunt consumate.

## Fabricare

### Procesul de fabricare
Mina creionului este un amestec de grafit măcinat fin și pulbere de argilă. Cantitatea de argilă adăugată la grafit depinde de duritatea creionului dorită, proporțiile mai mici de argilă fac mina mai moale, iar timpul de amestecare a materialelor determină calitatea minei.
Procesul de fabricare a creioanelor se desfășoară astfel:
1. grafitul și argila sunt curățate de materii străine și uscate
2. grafitul și argila se amestecă împreună cu apa
3. amestecul este extrudat (modelat) în șiruri lungi care sunt îndreptate, uscate, tăiate și apoi călite într-un cuptor
4. minele rezultate sunt scufundate în ulei sau ceară topită, care pătrunde în găurile minuscule ale materialului și asigură capacitatea creionului de a scrie lin, fără întreruperi
5. un bloc de lemn este tăiat în mai multe bucăți pentru a obține șipci
6. pe suprafața șipcilor sunt tăiate mai multe șanțuri paralele
7. minele de grafit și argilă sunt introduse în șanțuri
8. deasupra se lipește o altă șipcă cu șanțuri
9. întregul ansamblu este tăiat în creioane individuale
10. creioanele sunt lăcuite sau vopsite
11. unele creioane au o radieră și, prin urmare, se efectuează o tăietură în partea de sus pentru fixarea unei virole metalice pe lemn. în care se introduce o gumă de șters

Creioanele colorate se fabrică în același mod ca și creioanele de grafit, cu excepția faptului că minele nu sunt călite într-un cuptor, deoarece acest lucru ar modifica culoarea pigmenților sau a coloranților. Creioanele cerate, litografice și cele pastel se produc prin turnare în matrițe ori prin extrudare.

### Producători
| Producător                                                | Mărci                                                                | Tipuri                                                  | Observații                               | Țară                                        |
| --------------------------------------------------------- | -------------------------------------------------------------------- | ------------------------------------------------------- | ---------------------------------------- | ------------------------------------------- |
| ACCO Brands Corporation                                   | Derwent                                                              | grafit; colorate; acuarelă; pastel; cărbune; mecanice   |                                          | Marea Britanie S.U.A.                       |
| ADACONI SRL                                               | DACO                                                                 | grafit; colorate; mecanice                              |                                          | România                                     |
| Adel Kalemcilik Ticaret ve Sanayi A.S.                    | Adel Faber-Castell Graf von Faber-Castell                            | grafit; colorate; acuarelă; pastel; cărbune; mecanice   | Faber-Castell AG este acționar minoritar | Turcia                                      |
| A.T. Cross Company LLC.                                   | Cross                                                                | mecanice                                                |                                          | S.U.A.                                      |
| Ballograf AB                                              | Ballograf                                                            | mecanice                                                |                                          | Suedia                                      |
| Bleispitz GmbH                                            | Bleispitz                                                            | mecanice; tâmplarie                                     |                                          | Germania                                    |
| Brevillier Urban & Sachs GmbH & Co KG                     | Cretacolor                                                           | grafit; colorate; acuarelă; pastel; cărbune             |                                          | Austria                                     |
| C. Josef Lamy GmbH                                        | Lamy                                                                 | mecanice                                                |                                          | Germania                                    |
| California Cedar Products Company                         | Palomino Blackwing                                                   | grafit; colorate                                        |                                          | S.U.A.                                      |
| Caran d'Ache                                              | Caran d'Ache                                                         | grafit; colorate; acuarelă; pastel; mecanice            |                                          | Elveția                                     |
| China First Pencil Co.                                    | Chung hwa Great Wall                                                 | grafit                                                  |                                          | China                                       |
| CI Pencils e.K.                                           | CI Pencils                                                           | grafit; colorate                                        |                                          | Germania                                    |
| Colart                                                    | Conté à Paris Winsor & Newton                                        | grafit; colorate; pastel; acuarelă; cărbune             | Subsidiar al Lindéngruppen               | Suedia Franța Marea Britanie                |
| COMET Denecke GmbH                                        | COMET Denecke                                                        | grafit; tâmplarie                                       |                                          | Germania                                    |
| Crayola LLC                                               | Crayola Portfolio Series Silly Scents                                | cerate; colorate                                        | Subsidiar al Hallmark Cards Inc.         | S.U.A.                                      |
| DOMS Industries Pvt. Ltd.                                 | C3 DOMS Daler-Rowney Giotto Lyra                                     | grafit; colorate                                        | Partener strategic al F.I.L.A. Group     | India                                       |
| DONG-A Pencil Co. Ltd.                                    | DONG-A                                                               | grafit; colorate; cerate; mecanice                      |                                          | Coreea de Sud                               |
| Faber-Castell AG                                          | EBERHARD FABER Faber-Castell Graf von Faber-Castell                  | grafit; colorate; acuarelă; pastel; mecanice            |                                          | Germania                                    |
| FACTIS S.A.                                               | FACTIS MILAN                                                         | grafit; colorate; acuarelă; cerate; mecanice            |                                          | Spania                                      |
| Fatih Kalem San. ve Tic. A.Ș.                             | Fatih                                                                | grafit; colorate                                        |                                          | Turcia                                      |
| F.I.L.A. Group (Fabbrica Italiana Lapis ed Affini S.p.A.) | Daler-Rowney Dixon Giotto Lyra Mapita Oriole Prang Ticonderoga Vinci | grafit; colorate; acuarelă; pastel; mecanice            |                                          | Italia Germania S.U.A. Marea Britanie Mexic |
| General Pencil Company Inc.                               | General’s Kimberly Primo                                             | grafit; colorate; acuarelă; pastel; cărbune             |                                          | S.U.A.                                      |
| Graphite Pen & Pencil Company                             | Graphite Pen & Pencil                                                | grafit; tâmplarie                                       |                                          | S.U.A.                                      |
| Gutberlet GmbH                                            | Kaweco                                                               | grafit; mecanice                                        |                                          | Germania                                    |
| Hindustan Pencils                                         | Apsara Nataraj                                                       | grafit; colorate                                        |                                          | India                                       |
| ICO                                                       | ICO                                                                  | grafit; colorate; cerate; mecanice                      |                                          | Ungaria                                     |
| Imperial Yard Ltd.                                        | Yard O Led                                                           | mecanice                                                |                                          | Marea Britanie                              |
| Indus Pencil Industries Pvt. Ltd.                         | Deer                                                                 | grafit; colorate                                        |                                          | Pakistan                                    |
| Koh-i-Noor Hardtmuth a.s.                                 | Koh-i-Noor                                                           | grafit; colorate; acuarelă; cerate; tâmplarie; mecanice |                                          | Cehia                                       |
| Kores                                                     | Kores                                                                | grafit; mecanice                                        |                                          | Austria                                     |
| LaRose Industries, LLC                                    | Cra-Z-Art                                                            | grafit; colorate; cerate                                |                                          | S.U.A.                                      |
| Maped (Manufacture d’Articles de Précision et de Dessin)  | Maped                                                                | grafit; colorate; mecanice                              |                                          | Franța                                      |
| Mark Industries                                           | mercury                                                              | grafit; colorate                                        |                                          | Pakistan                                    |
| Mitsubishi Pencil Company Limited                         | Hi-Uni Mitsu-Bishi Uni                                               | grafit; mecanice                                        |                                          | Japonia                                     |
| Monami Co. Ltd.                                           | Monami                                                               | grafit; colorate; acuarelă; cerate; mecanice            |                                          | Coreea de Sud                               |
| Montblanc International                                   | Montblanc                                                            | mecanice                                                |                                          | Germania                                    |
| Monteverde                                                | Monteverde                                                           | mecanice                                                |                                          | S.U.A.                                      |
| Muji                                                      | Muji                                                                 | grafit; mecanice                                        |                                          | Japonia                                     |
| Musgrave Pencil Company                                   | Musgrave DesignWay                                                   | grafit; colorate                                        |                                          | S.U.A.                                      |
| Newell Brands                                             | Berol Paper Mate Prismacolor Rotring                                 | grafit; colorate; mecanice                              |                                          | S.U.A.                                      |
| Noki                                                      | Noki                                                                 | mecanice                                                |                                          | Turcia                                      |
| Ohto Co. Ltd.                                             | Ohto                                                                 | mecanice                                                |                                          | Japonia                                     |
| Pelikan Holding AG                                        | Herlitz Pelikan                                                      | grafit; mecanice                                        |                                          | Germania                                    |
| Pentel Co. Ltd.                                           | Pentel                                                               | mecanice                                                |                                          | Japonia                                     |
| Pilot Corporation                                         | Pilot                                                                | mecanice                                                |                                          | Japonia                                     |
| Pioneer Industrial Corporation                            | Bensia                                                               | grafit                                                  |                                          | Taiwan                                      |
| SAKURA COLOR PRODUCTS CORPORATION                         | SAKURA                                                               | colorate; cerate; mecanice                              |                                          | Japonia                                     |
| Schneider Schreibgeräte GmbH                              | Schneider                                                            | mecanice                                                |                                          | Germania                                    |
| Schwan-STABILO Group                                      | STABILO                                                              | grafit; colorate; mecanice                              |                                          | Germania                                    |
| Scrikss                                                   | Scrikss                                                              | mecanice                                                |                                          | Turcia                                      |
| Scriva GmbH                                               | Scriva                                                               | grafit; colorate; mecanice                              |                                          | Germania                                    |
| Shachihata Co. Ltd.                                       | Artline                                                              | grafit; mecanice                                        |                                          | Japonia                                     |
| Shahsons Private Limited                                  | Goldfish                                                             | grafit; colorate; cerate                                |                                          | Pakistan                                    |
| Sheaffer                                                  | Sheaffer                                                             | mecanice                                                | Subsidiar al A.T. Cross Company LLC.     | S.U.A.                                      |
| Société Bic S.A.                                          | Bic Conté                                                            | grafit; colorate; acuarelă; cerate; mecanice            |                                          | Franța                                      |
| Staedtler Mars GmbH & Co. KG                              | Staedtler                                                            | grafit; colorate; acuarelă; pastel; cerate; mecanice    |                                          | Germania                                    |
| Standardgraph Zeichentechnik GmbH                         | Standardgraph                                                        | mecanice                                                |                                          | Germania                                    |
| Ta Shin Precision                                         | TWSBI                                                                | mecanice                                                |                                          | Taiwan                                      |
| The Sailor Pen Co. Ltd.                                   | Sailor                                                               | mecanice                                                |                                          | Japonia                                     |
| Tombow Pencil Co. Ltd.                                    | Tombow                                                               | grafit; mecanice                                        |                                          | Japonia                                     |
| TOZ Penkala International d.o.o.                          | TOZ Penkala                                                          | grafit; colorate                                        |                                          | Croația                                     |
| TreeSmart Industries Inc.                                 | TreeSmart                                                            | grafit; colorate                                        |                                          | S.U.A.                                      |
| Viarco - Indústria de Lápis Lda.                          | Viarco                                                               | grafit; colorate; cerate                                |                                          | Portugalia                                  |
| Waterman S.A.                                             | Waterman                                                             | mecanice                                                | Subsidiar al Newell Brands               | Franța                                      |
| WÖRTHER GMBH                                              | WÖRTHER                                                              | mecanice                                                |                                          | Germania                                    |
| Zebra Co. Ltd.                                            | Zebra                                                                | mecanice                                                |                                          | Japonia                                     |

## Duritate
Duritatea minei creioanelor este legată de proporția de argilă și grafit din amestec, pentru o mină mai dură se folosește mai multă argilă. Tonurile de culoare a urmelor lăsate de creion variază de la gri deschis la negru și depinde de numărul de particule mici de grafit depuse de creion pe suprafața de scriere. Particulele de grafit au aceași culoare, indiferent de duritatea minei, doar dimensiunea și numărul de particule determină culoarea urmelor lăsate de creion. Pe măsură ce mina creionului devine mai moale, prin utilizarea unor proporții mai mici de argilă, acesta lasă o urmă mai întunecată pe măsură ce depune mai mult grafit pe hârtie. Gradul de duritate al minei este măsura capacității de rezistență a minei la abraziunea fibrelor hârtiei.
Producătorii își diferențiază creioanele prin clasificarea lor în funcție de duritatea minei, dar nu există un standard comun. Majoritatea producătorilor de creioane își stabilesc propriile standarde interne pentru gradele de duritate a grafitului și calitatea minei iar unele diferențe sunt regionale, un creion cu duritatea HB produs în Japonia are o mină mai moale și lasă o urmă mai întunecată decât un creion cu aceași duritate produs în Europa.
Compania Brookmann, care exploata minele de grafit Borrowdale din Anglia a creat prima scală folosită pentru a clasifica duritatea minelor, utlizând literele B (în engleză "Black"), F (în engleză "Fine" sau engleză "Firm") și H (în engleză "Hard"). Inițial, cuprindea șase durități: B, BB, F, HB, H, HH, cea din urmă având o proporție mai mare de argilă iar prima un conținut relativ ridicat de grafit. Ulterior această scală a fost dezvoltată, renunțându-se la desemnarea prin litere multiple, cu excepția combinației HB, iar gradul de duritate este indicat printr-un număr urmat de o literă  precum 2B, 4B sau 2H, astfel 4B este mai moale decât 2B iar 3H este mai dur decât H.
O altă scală utlizând numere, de la 1 la 4, pentru clasificarea duritâții minelor a fost folosită pentru prima dată de Nicolas-Jacques Conté și mai târziu de John Thoreau, în secolul al XIX-lea. Cu cât numărul este mai mare, cu atât mina este mai dură și urmele lăsate pe hârtie sunt mai deschise la culoare. Această scală acoperă intervalul echivalent de la B la 2H suficient pentru munca de birou, dar insuficient pentru desen și schițe.
În general, o mină cu duritatea HB, de la mijlocul scalei, este considerată a fi echivalentă cu o mină duritatea 2 folosind scala numerică, astfel 1 = B, 2 ½ = F, 3 = H, 4 = 2H. Creionul cu duritatea 2 ½ mai este întâlnit adesea cu denumiri numerice echivalente de 2 2/4, 2 4/8, 2.5 și 2 5/10, eprezentând același grad, dar introdus de diferiți producători pentru a distinge între produsele lor și evita litigiile privind brevetele. Unii producători folosesc un sistem de echivalență diferit, precum Faber-Castell cu: 1 = 2B, 2 = B, 2 ½ = HB, 3 = H, 4 = 2H, ori Schwan-STABILO cu: 1 = 3B, 2 și 2 ½ = HB.
| |    |    |    |    |    |       |       |       |       |         |   |    |    |    |       |       |       |    |    |
| 9H | 8H | 7H | 6H | 5H | 4H | 3H    | 2H    | H     | F     | HB      | B | 2B | 3B | 4B | 5B    | 6B    | 7B    | 8B | 9B |
| |    |    |    |    |    |       | 4     | 3     | 2 ½   | 2       | 1 |    |    |    |       |       |       |    |    |
| |    |    |    |    |    |       | 4     | 3     |       | 2 ½     | 2 | 1  |    |    |       |       |       |    |    |
| |    |    |    |    |    |       |       |       |       | 2 ½ , 2 |   |    | 1  |    |       |       |       |    |    |
| Tare | →  | →  | →  | →  | →  | Mediu | Mediu | Mediu | Mediu | →       | → | →  | →  | →  | Moale | Moale | Moale |    |    |
| Scala alfanumerică este evidențiată cu negru, scala numerică este evidențiată cu albastru, sistemul de echivalență utlizat de Faber-Castell este evidențiat cu verde iar cel utlizat de Schwan-STABILO este evidențiat cu galben. |    |    |    |    |    |       |       |       |       |         |   |    |    |    |       |       |       |    |    |

Alegerea unui tip de mină se face în funcție de activitatea pentru care este utilizat. Pentru desen tehnic, care necesită linii clare și precise, se folossc creioane cu duritatea 3H până la 9H. Pentru desen cu ajutorul instrumentelor care necesită planificare, precizie și adaptabilitate, creionul de tip HB este potrivit, deoarece permite folosirea radierei fără a distruge calitatea desenului inițial. Pentru desen artistic, schiță sau desen cu mână liberă, creioanele cu duritatea 2B până la 9B, permit explorarea tuturor tehnicilor grafice, cu toate acestea, folosirea radierei poate păta desenul, radiera modelabilă fiind mai eficientă în acest caz. În desenul artistic, creionul înlesnește controlul dimensiunilor liniilor și a texturii prin utilizarea vârfului și a lățimii minei sau a unui creion bont ori înclinând creionul astfel încât mina să aibă o suprafață de contact mai mare cu hârtia, apropiindu-se astfel de posibilitățile oferite de creioanele din grafit solid, crete sau cărbune care nu au învelișul de lemn al creionului.